# Hassan Sheikh Mohamud
Hassan Sheikh Mohamud (tiếng Somalia: Xasan Sheekh Maxamuud, tiếng Ả Rập: حسن شيخ محمود) (sinh ngày 29 tháng 11 năm 1955) là chính trị gia người Somali. Ông là tổng thống thứ 8 của Somalia, đắc cử vào ngày 10 tháng 9 năm 2012 và đảm nhiệm chức vụ này vào 6 ngày sau đó. Ông là người sáng lập và là lãnh đạo của Đảng Hòa bình và Phát triển (PDP).
Mohamud sinh ngày 29 tháng 11 năm 1955 tại Jalalaqsi, một thị trấn nông nghiệp nhỏ nằm ở trung tâm Hiran (Somalia ngày nay), trong khoảng thời gian ủy thác (Somalia thuộc Ý). Mohamud đã kết hôn và có con. Ông nói được tiếng Somali và tiếng Anh.
Vào ngày 15 tháng 5 năm 2022, Hassan Cheikh Mohamoud được bầu làm Tổng thống Somalia trong một cuộc bỏ phiếu tổng thống marathon.